# Pilířová hráz

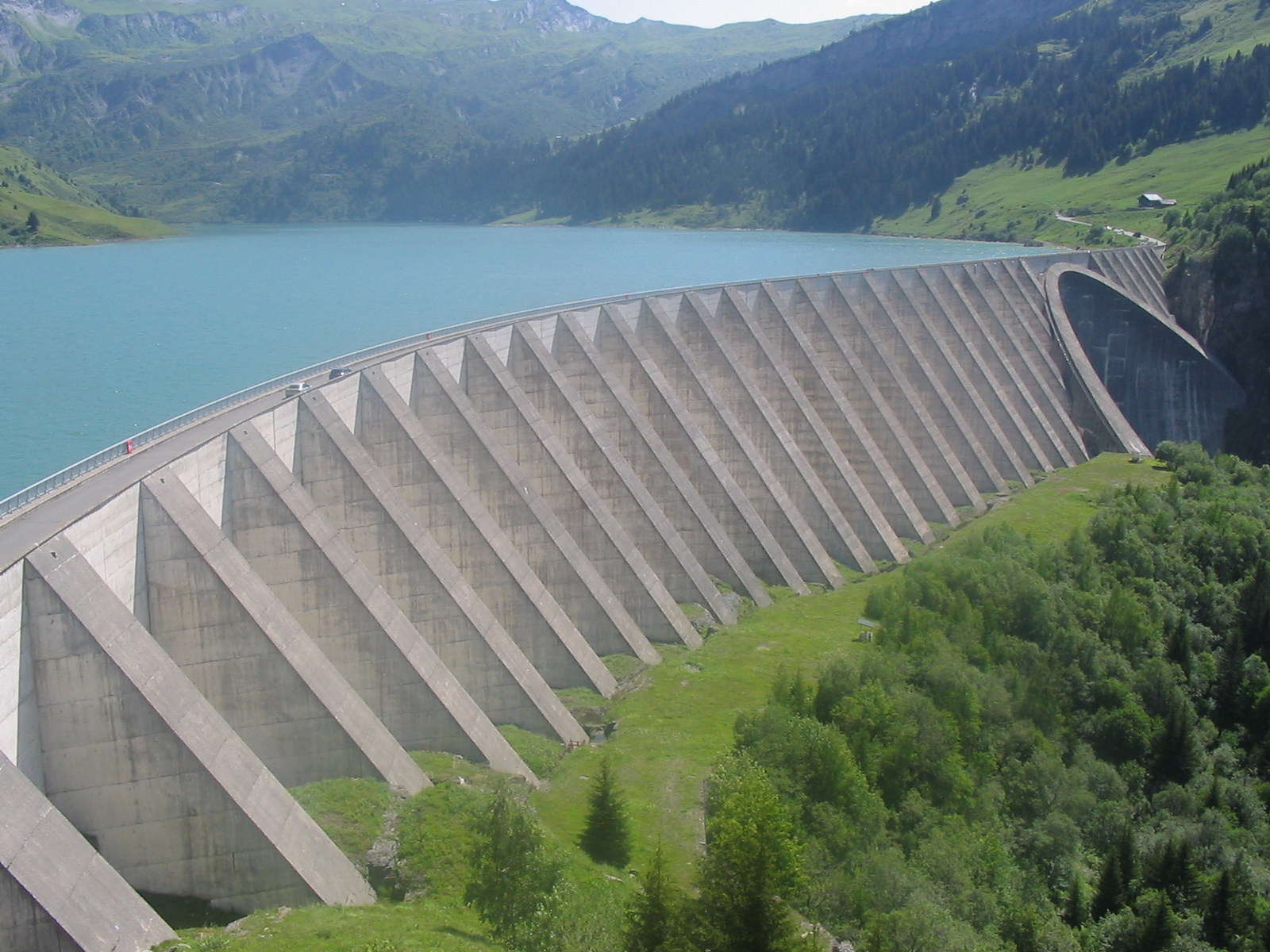
Francouzská přehrada Roselend u Beaufortu; betonová klenbová přehrada kombinovaná s pilířovou

Pilířová hráz je hráz, která je proti tlaku vody podpírána pilíři v určitých intervalech. Hráz se o tyto pilíře opírá buďto v celé výšce, nebo jen např. u vrcholu. Pokud jsou pilíře spojeny mezi sebou (např. zastřešením), vzniká dojem duté hráze. Toto zastřešení však už není funkčním prvkem hráze. Jedinou pilířovou hrází v České republice je hráz vodního díla Fláje.